# Yuki Takabayashi
Yuki Takabayashi (født 22. maj 1980) er en tidligere japansk fodboldspiller.
Han har spillet for flere forskellige klubber i sin karriere, herunder Sagan Tosu og Montedio Yamagata.